# Théorème de décomposition de Milnor
En mathématiques, et plus précisément en géométrie, le théorème de décomposition de Milnor, appelé aussi théorème de décomposition des 3-variétés, ou théorème de Kneser-Milnor, affirme que toute variété compacte et orientable de dimension 3 est la somme connexe d'un ensemble unique de variétés indécomposables (en).

## Énoncé
On dit qu'une variété P est indécomposable si elle n'est pas une sphère, et ne peut se décomposer en somme connexe de façon non triviale, c'est-à-dire si P = P1♯P2 implique que P1 ou P2 est homéomorphe à une sphère. Le théorème de décomposition affirme alors que
Théorème — Toute variété de dimension 3 compacte et orientable autre que la sphère S3 se décompose de manière unique en somme connexe de variétés indécomposables.
Si P est une variété indécomposable de dimension 3, c'est soit le produit S2 × S1, soit le fibré non  orientable de fibre S2 au-dessus de S1, soit une variété irréductible, c'est-à-dire qu'une  2-sphère plongée dans P y borde une boule plongée. On peut donc aussi énoncer le théorème en disant que toute variété  compacte orientable de dimension 3 se décompose en une somme de variétés irréductibles et de variétés S2 × S1.
Le théorème se généralise aux variétés non orientables, mais l'unicité doit être légèrement modifiée : les composantes sont à présent des variétés irréductibles, ou des fibrés non  orientables, de fibre S2 au-dessus de S1.

## Historique
La démonstration est basée sur la technique des  surfaces normales (en), découverte par Hellmuth Kneser.  L'existence d'une décomposition fut montrée par Kneser en 1930, mais la formulation exacte et la démonstration de l'unicité ne furent faites par John Milnor qu'en 1962.